# Maraña

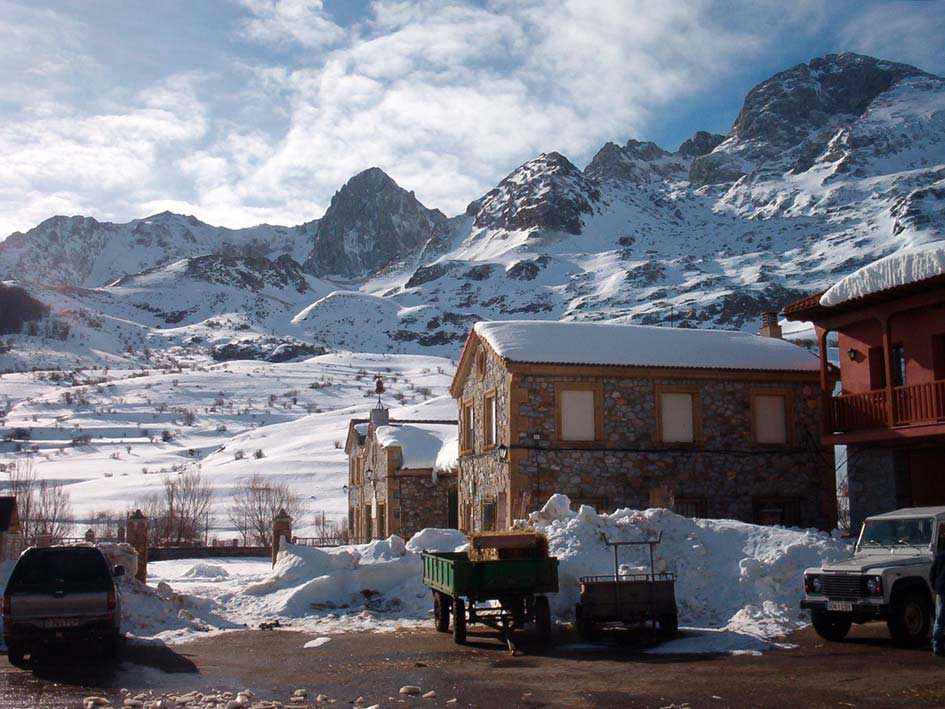
Maraña in de winter

Maraña is een gemeente in de Spaanse provincie León in de regio Castilië en León met een oppervlakte van 33,57 km². Maraña telt 128 inwoners (1 januari 2016).

## Demografische ontwikkeling
Bron: INE, 1857-2011: volkstellingen
Opm.: Tot 1857 behoorde Maraña tot de gemeente Acebedo